# Tant Strul Klassiker (album)
Klassiker är en samlingsskiva med allt som Tant Strul någonsin gjort och gavs ut 2009.

## Låtförteckning
CD1
1. Pappas Tant – 2:51
2. Tomheten – 2:39
3. Alice Underbar – 3:01
4. Hjärtan Slå – 4:00
5. Vågar Du Va Ensam – 3:50
6. Tid Att Leva – 2:51
7. Mörkret Bakom Ljuset – 3:33
8. Du Får Inte Lämna Mig – 4:19
9. Min Tystnad – 2:36
10. Första Timmarna – 2:03
11. Längtan – 4:04
12. Du Får Inte Vissna – 4:10
13. Hetta – 4:06
14. Dom Slår Ihjäl Varann – 3:09
15. Två Krig – 4:09
16. Amason – 5:27
17. Kanske Där I Natt – 3:32
18. Som Änglarna – 4:17
19. Stormen – 4:49
20. Kom Och Ta Farväl – 4:00
21. Rosa – 3:17
22. Brinna – 3:26

CD2
1. Då Är Det Inte Kärlek – 3:58
2. Dunkar Varmt – 4:46
3. Vild Blomning – 4:15
4. Jagad – 5:05
5. Romeo Och Diskerskan – 4:17
6. Den Knivskurne – 4:28
7. Hela Mitt Guld – 3:53
8. Slicka Mig Ren – 3:37
9. Älskar Du Igen – 3:55
10. Jag Önskar Dig – 2:33
11. Svarta Diamant – 4:05
12. Ditt Dystra Hotell – 5:20
13. Flickan Utan Ord – 4:28
14. Förlåt Mitt Hjärta – 4:32
15. Rid Inatt – 4:23
16. Som Den Söndan – 3:59
17. Kom Hit In – 4:50
18. Hjortjägaren - 4:33

- CD1
- Låt 1 och 2 är från singeln "Pappas Tant/Tomheten"
- Låt 2 och 3 är från singeln "Alice Underbar/Hjärtan Slå"
- Låt 5,6,7,8,9,10,11,12,13,14,15 och 16 är från albumet "Tant Strul"
- Låt 17,18,19,20,21,22 och 1,2,3 från CD2 är från albumet "Amason

- CD2
- Låt 4 är från singeln "Jagad/Dunkar Varmt"
- Låt 5 och 6 är från singeln "Romeo Och Diskerskan"
- Låt 7,8,9,10,11,12,13,14,15 är från albumet "Jag Önskar Dig"
- Låt 16 är från singeln "Svarta Diamant/Som Den Söndan"
- Låt 17 och 18 är från singeln "Kom Hit In/Hjortjägaren"